# Philip de Brito

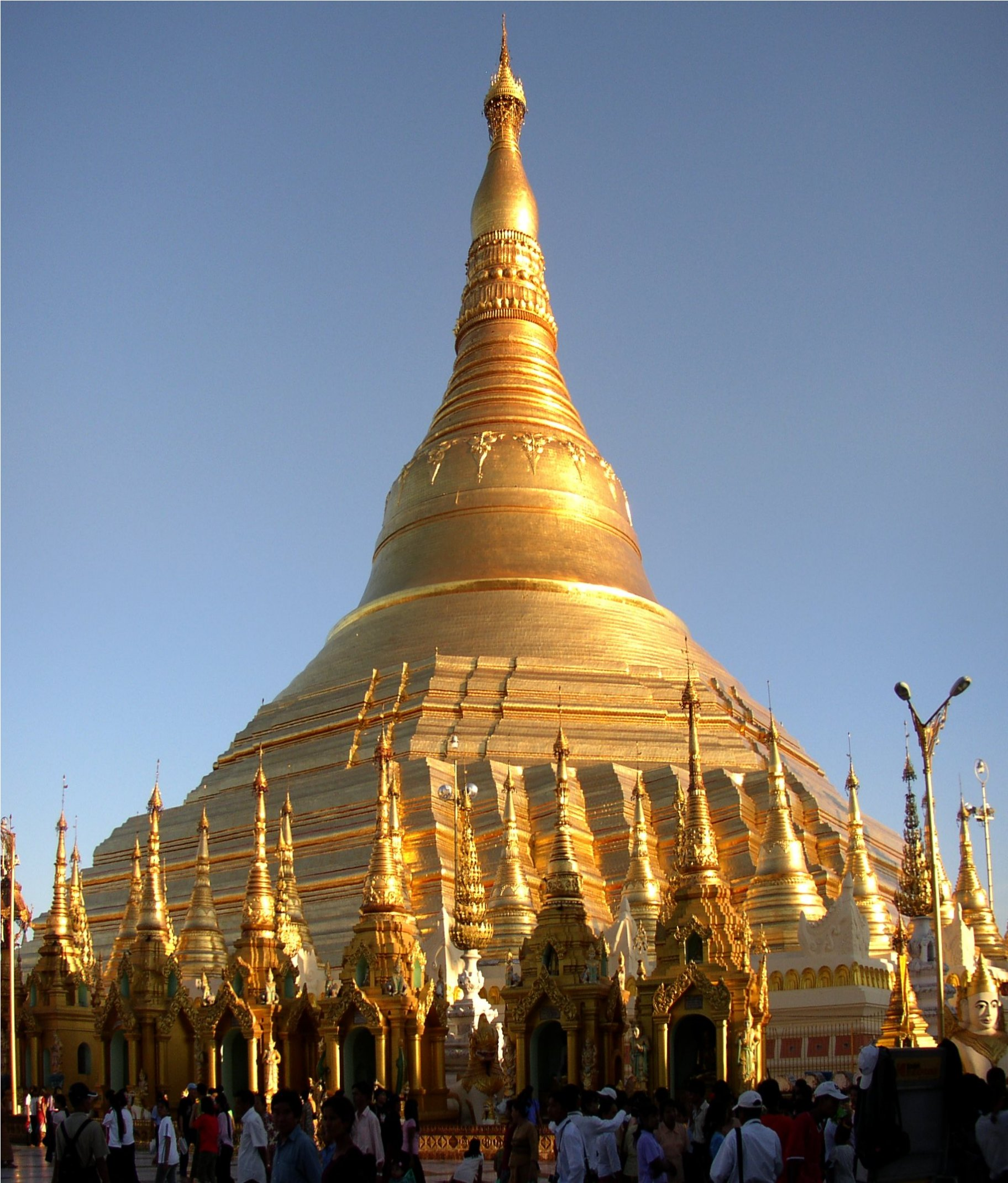
Šweitigoumská pagoda, svého času vypleněná de Britem

Philip de Brito, plným jménem Philip de Brito e Nicote (1566, Lisabon – duben 1613 Syriam, dnes Thanlyin, Myanmar) byl portugalský dobrodruh a žoldnéř v barmských službách.

## Život
Narodil se francouzským rodičům v Lisabonu. Do Jihovýchodní Asie se dostal jako plavčík. V roce 1600 se ve službách arakanského krále Minyazaťiho stal guvernérem Syriamu v Dolní Barmě. V úmyslu zmocnit se Syriamu a převést ho pod správu Portugalska vytvořil vlastní armádu z portugalských žoldnéřů a monských vojáků a Syriam opevnil.
Po vyhnání arakanských královských úředníků z města a zastavení plateb poplatků z obchodu král Minyazaťi proti de Britovi vyslal námořní flotilu. Současně došlo k pozemnímu útoku spojenců Arakanu z Taunngu. De Brito útok odrazil a zajal velitele námořní flotily korunního prince Minkchamauna a propustil jej až po zaplacení vysokého výkupného. Poté odjel do Goy, kde byl portugalským guvernérem Goy jmenován „velitelem Syriamu a generálem vojenských tažení proti Pegu“. De Brito údajně získal kontrolu nad obchodem se solí, zbraněmi a textilem v celém regionu, do vnitrozemí Barmy však nepronikl.
Podle barmských pramenů de Brito údajně nutil domorodce ke konverzi ke katolictví, vykrádal buddhistické pagody a chrámy a hromadil cenné předměty. Evropští historikové považují tyto zprávy za přehnané.
Po dobytí Syriamu králem Anaukbheklunem byl de Brito popraven naražením na kůl. Portugalští vojáci zajatí v Syriamu byli deportováni do Horní Barmy, kde jim byly přiděleny pozemky a byli zavázáni dědičnou službou trůnu. Potomci těchto vojáků žijí v okolí města Šweibhou dodnes.